# حزب جنبش دموکراتیک برزیل
حزب جنبش دموکراتیک برزیل (پرتغالی: Partido do Movimento Democrático Brasileiro) از احزاب سیاسی فعال در برزیل است، که در تاریخ ۴ دسامبر ۱۹۶۵ تأسیس شد.